# 주천화후
주천화후(周天火候)는 도교 단전호흡의 한 경지를 말한다.

## 설명
대주천법(大周天法)과 소주천법(小周天法)으로 기를 돌리는 공부를 하다 보면, 어느 날 주천화후가 된다.
이때 물(水)의 기운이 몸 위로 거슬러 올라오므로 달콤한 침이 입 안에 고이게 되니 이것을 예천, 옥장금액(玉漿金液)이라 한다.
결태는 양신출태, 원신갱생이라고 하는 경지로, 봉우 선생이 만든 구계법론이라는 단계에서는 도계 3단에 해당하고, 서양에서는 이를 유체이탈이라고 부른다.
결태까지 이르는데, 고인들이 9년 공완을 말하였는데 초학자가 진정한 사수를 만나서 전문적으로 타상타념없이 한다면 6년 만에 그 자리로 갈 것이라고 확언하는 것이다.

## 용호비결
용호비결은 16세기 조선의 북창 정렴이 지은 단전호흡 교과서이다.
현빈일규로 태식을 하게 되고, 태식으로 주천화후를 하게 되며, 주천화후를 늘 함으로써 결태가 된다.
주천화후는 열기가 온몸에 퍼지는 것에 불과하다.

## 같이 보기
- 조식 (도교)